# ژرژ روماس
ژرژ روماس (فرانسوی: Georges Romas‎) بازیکن واترپلو اهل بلژیک بود.
وی در مسابقات کشوری و بین‌المللی در مجموع برندهٔ ۱ مدال نقره شده‌است.